# Sân bay quốc tế Lilongwe
Sân bay quốc tế Lilongwe (cũng gọi là Sân bay quốc tế Kamuzu) là một sân bay ở Lilongwe, Malawi (IATA: LLW, ICAO: FWKI). 

## Các hãng và điểm đến theo lịch trình
- Air Malawi (Blantyre, Club Makokola, Dubai*, Harare, Johannesburg, London Gatwick*, Lusaka, Mzuzu, Nairobi)
- Air Zimbabwe (Dar Es Salaam, Dubai, Harare, London Gatwick)
- Ethiopian Airlines (Addis Ababa)
- Kenya Airways (Nairobi)(Lilongwe - hàng tuần bằng Boeing 777, một chiều)
- South African Airways (Johannesburg)

Các chuyến bay nối với Dubai & London Gatwick được thực hiện thông qua thỏa thuận chia chuyến với Air Zimbabwe và dùng máy bay của Air Zimbabwe.